# Karatjajen-Tjerkessien

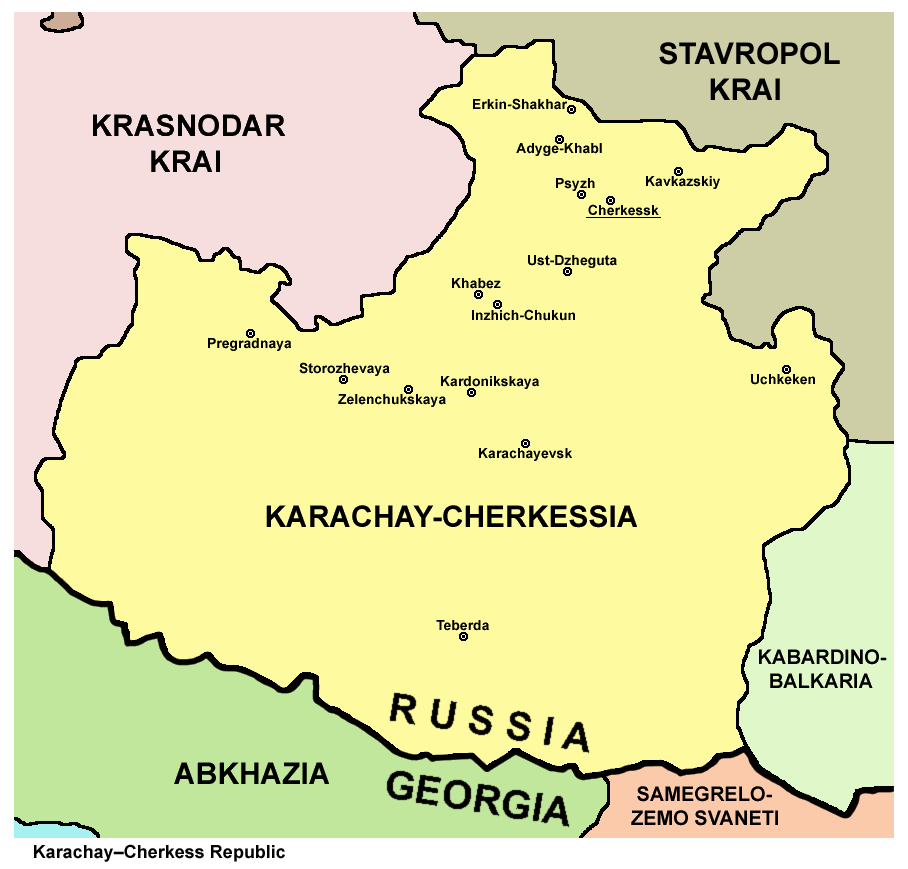
Karta över Karatjajen-Tjerkessien.

Karatjajen-Tjerkessien eller Karatjajevo-Tjerkessien (ryska: Карача́ево-Черке́сская респу́блика, eller mindre formellt Карача́ево-Черке́ссия) är en delrepublik i Kaukasien i södra Ryssland, med strax under en halv miljon invånare. Huvudstaden är Tjerkessk och andra stora städer är Ust-Dzjeguta och Karatjajevsk.
Delrepubliken består till 80% av bergig terräng rik på naturresurser såsom guld, kol, lera, med flera. Vidare finns där minst 130 sjöar.
Ett autonomt oblast med namnet Karatjajen-Tjerkessien grundades den 12 januari 1922. 1926 delades det in i ett oblast och ett "nationellt distrikt". Distriktet fick oblaststatus den 30 april 1928. 1943 avskaffades oblastet Karatjajen och dess invånare deporterades till Sibirien eftersom de skulle ha samarbetat med nazisterna. Majoriteten av Karatjajen föll till Ryssland, men den södra delen gick till Georgiska sovjetrepubliken. I resten av området flyttade tjerkesser in, och fram till januari 1957 gick området under namnet Tjerkessiens autonoma oblast. 1957 återgavs området sitt ursprungliga namn och gränser, och karatjajerna fick flytta tillbaka. Den 3 juli 1991 fick det autonoma oblastet status som delrepublik.